# 7919 (getal)
7919 is een oneven natuurlijk getal.

## In de wiskunde
- 7919 is het duizendste priemgetal.

## In de astronomie
- In 1981 ontdekte S.J. Bus planetoïde n° 7919 en gaf die de bijnaam Prime: (7919) Prime.[1][2]